# PRIMA1
PRIMA1‏ (Proline rich membrane anchor 1) هوَ بروتين يُشَفر بواسطة جين PRIMA1 في الإنسان.